# Pero Antić
Pero Antić (mazedonisch Перо Антиќ; * 29. Juli 1982 in Skopje, SR Mazedonien) ist ein ehemaliger mazedonischer Basketballspieler. Der frühere Nationalspieler seines Landes feierte erst spät in seinem Sportlerleben seinen endgültigen Durchbruch. Nach einem vierten Platz bei der EM 2011 mit der mazedonischen Nationalmannschaft gewann Antić mit der griechischen Spitzenmannschaft Olympiakos Piräus zweimal den höchstrangigen europäischen Vereinswettbewerb EuroLeague, bevor er im vergleichsweise hohen Alter von über 30 Jahren noch eine Karriere in der am höchsten dotierten Profiliga NBA startete. Nach zwei Jahren bei den Atlanta Hawks wechselte Antić zur Saison 2015/16 zurück nach Europa zum türkischen Verein Fenerbahçe nach Istanbul und gewann 2017 erneut die EuroLeague.

## Vereinskarriere
Antić spielte in seiner Jugend für KK Rabotnički in seiner Heimatstadt. In der Saison 1999/2000 wurde er auch erstmals in Meisterschaftsspielen der ersten Mannschaft eingesetzt. Anschließend war er ein Jahr in den Vereinigten Staaten an einer High School, kehrte jedoch 2001 wieder zurück, um in der griechischen A1 Ethniki bei AEK aus Athen als Profi zu spielen. Gleich in seiner ersten Saison bei AEK, in der er als Nachwuchsspieler nur sporadisch eingesetzt wurde, gelang der erste nationale Meisterschaftserfolg seit 32 Jahren für den Verein, als man als Hauptrundenerster in der Play-off-Finalserie nach zwei Auftaktniederlagen Olympiakos Piräus mit drei aufeinanderfolgenden Siegen niederrang, während man in der EuroLeague 2001/02 seine Spiele gegen die nationalen griechischen Konkurrenten in der Zwischenrunde der sechzehn besten Mannschaften allesamt verlor. Anschließend verlor man 2003 und 2005 die nationalen Meisterschafts-Finalserien gegen den Serienmeister und Lokalrivalen Panathinaikos Athen und kam auch in der EuroLeague nicht mehr über die Zwischenrunde der sechzehn besten Mannschaften hinaus. 2005 wechselte Antić ins serbische Belgrad zu Roter Stern, mit denen er 2006 den Pokalwettbewerb von Serbien und Montenegro gewinnen konnte.

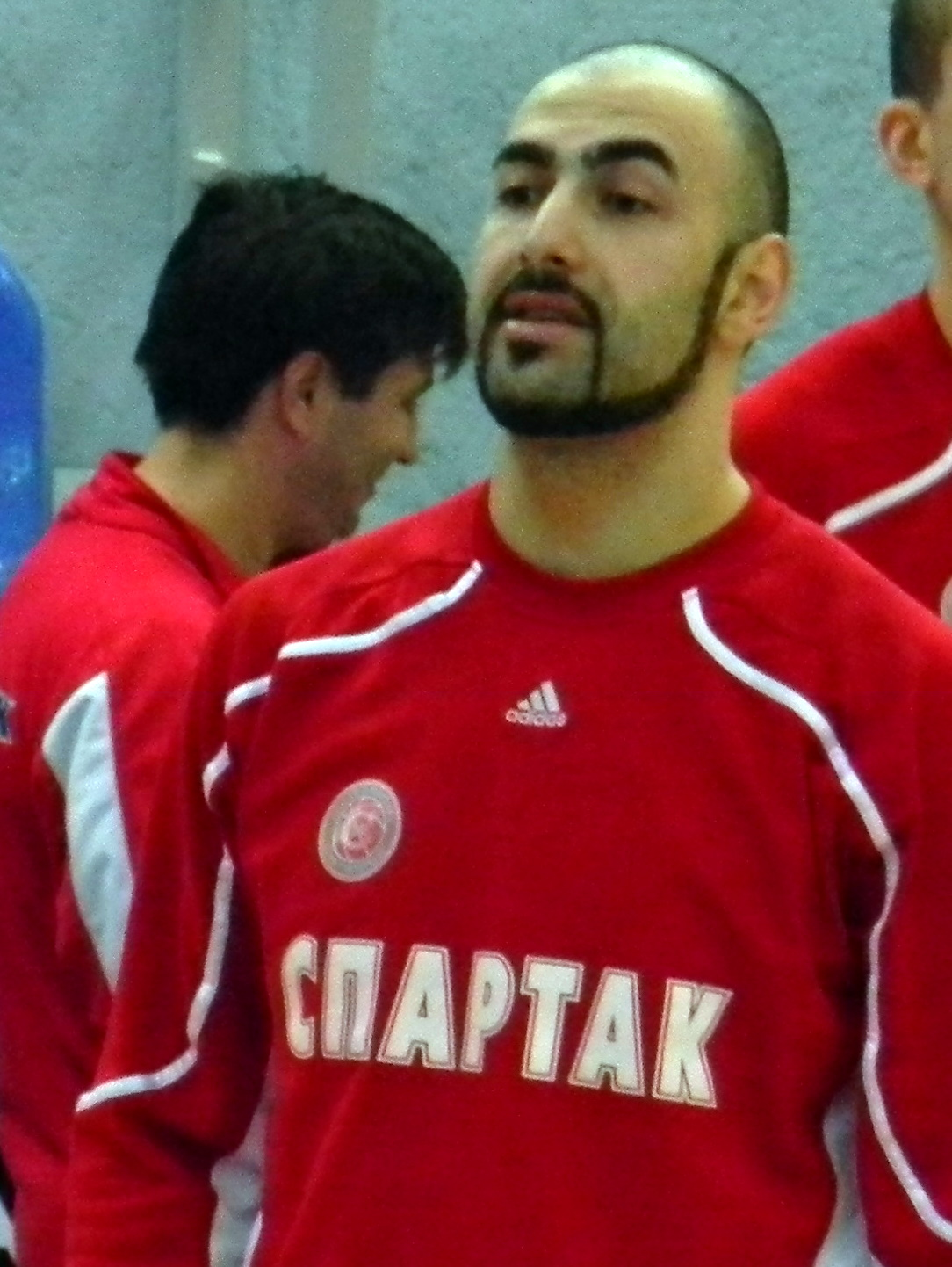
Antić bei Spartak, 2011

2007 wechselte er ins bulgarische Sofia zu PBK Lukoil Akademik, mit denen er die nationale Meisterschaft gewann sowie im ULEB Cup 2007/08 bis ins Achtelfinale vordrang, was für die bulgarische Mannschaft als großer Erfolg zu werten ist, wo man gegen MBK Dynamo Moskau ausschied. Anschließend wechselte er in die russische Liga zu BK Lokomotive nach Rostow, die eine Spielzeit später als BK Lokomotive Kuban nach Krasnodar umzogen. Noch während der Saison 2009/10 verließ er den Verein und kehrte für den Rest der Spielzeit zu Akademik nach Sofia zurück, mit denen er eine weitere bulgarische Meisterschaft erringen konnte. Für die Saison 2010/11 kehrte er nach Russland zurück und spielte für BK Spartak Sankt Petersburg, mit denen er im Halbfinale der EuroChallenge ausgerechnet gegen seinen Ex-Verein Lokomotiw Kuban verlor und anschließend auch das Spiel um den dritten Platz in der Verlängerung gegen Gastgeber Telenet Oostende.

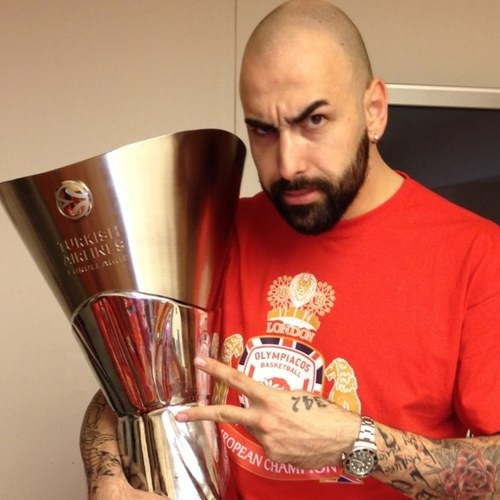
Antić mit dem Euroleague-Siegerpokal 2013

Im September 2011 kehrte Antić nach Griechenland zurück. Olympiakos Piräus nahm den Power Forward unter Vertrag und gewann 2012 nicht nur die griechische Meisterschaft, sondern auch zweimal den höchsten europäischen Vereinswettbewerb EuroLeague 2012 und 2013. Die griechische Meisterschaft 2013 ging dann aber erneut an den vormaligen Serienmeister Panathinaikos Athen.
Zur Saison 2013/14 wechselte er in die NBA zu den Atlanta Hawks. Er startete in seinem ersten Jahr in 26 von 50 Spielen für die Hawks und erzielte dabei 7,0 Punkte und 4,2 Rebounds im Schnitt. Mit den Hawks erreichte er die Playoffs, wo man in der ersten Runde ausschied. In der darauffolgenden Saison erreichte er mit den Hawks sogar die Conference-Finals, wo man gegen die Cleveland Cavaliers ausschied.
Zur Saison 2015/16 wechselte er zum türkischen Verein Fenerbahçe.

## Nationalmannschaft
Mit der mazedonischen Nationalmannschaft konnte sich Antic für EM-Endrunde 2009 in Polen qualifizieren. Dort schied man in der Zwischenrunde trotz eines Sieges über die deutsche Basketballnationalmannschaft aus. Bei der folgenden EM-Endrunde 2011 gewann man nach einer Auftaktniederlage in der Verlängerung gegen die ehemalige jugoslawische Teilrepublik Montenegro die folgenden sechs Spiele unter anderem gegen die Vertretungen der weiteren ehemaligen Teilrepubliken aus Kroatien, Bosnien-Herzegowina und Slowenien sowie das Nachbarland Griechenland. Nach einer weiteren Niederlage zum Abschluss der Zwischenrunde gegen die zuvor unbesiegten Russen schlug man im Viertelfinale, angeführt vom naturalisierten Bo McCalebb den Gastgeber Litauen und wurde erst wieder im Halbfinale von Titelverteidiger Spanien gestoppt. Im Spiel um den dritten Platz wurde dann eine Medaille gegen die russische Basketballnationalmannschaft knapp verpasst.